# すっとんしずおか昔話
『すっとんしずおか昔話』（すっとんしずおかむかしばなし）は、1989年10月から日本標準時の毎週日曜日午後5時から5時15分まで静岡放送で放送されているラジオ番組である。

## 概要
民俗学者の八木洋行が県内に伝わる伝承・民話を収集し、静岡放送ラジオ放送劇団の出演により放送される。
2008年12月28日の放送で、放送回数が1000回に到達した。
2016年3月までは、静岡放送直営子会社であるSBSマイホームセンターの1社提供番組だった（同年4月から提供企業無しとなる）。これに伴い、同年4月から過去放送の再放送に変更された。
2022年3月5日の放送で、今月26日をもって番組を終了する事が発表された。